# Nicolaas Govert de Bruijn
Pour les articles homonymes, voir De Bruijn.
Nicolaas Govert de Bruijn, né le 9 juillet 1918 à La Haye et mort le 17 février 2012 à Nuenen, est un mathématicien néerlandais, professeur émérite de l'université de technologie d'Eindhoven.

## Travaux
Il a fait progresser plusieurs branches des mathématiques. Il est surtout connu pour la suite de de Bruijn. Il est aussi le cocréateur de la constante de De Bruijn-Newman, du théorème de De Bruijn-Erdős en théorie des graphes et celui en géométrie de l'incidence, et du théorème de BEST. 
Il a écrit l'un des manuels de référence sur l'analyse asymptotique. Il a aussi travaillé sur le pavage de Penrose. Vers la fin des années 1960, il a développé Automath, un langage destiné à représenter les démonstrations mathématiques de façon à pouvoir automatiser leur vérification. Plus récemment, il s'est intéressé à un modèle explicatif du cerveau humain.
Il a introduit une méthode pour se débarrasser du problème des variables liées. Les expressions écrites avec des indices de De Bruijn sont des notations pour les classes d'équivalence de la relation « identique à un renommage près des variables liées ». Dans le lambda-calcul, chaque indice de De Bruijn (en) représente une occurrence d'une variable et est déterminé par le nombre de lambdas situés entre cette occurrence et le lambda qui la lie. Cette notation est la linéarisation de celle de Bourbaki qui utilise des carrés et des liens.

## Distinctions
- Chevalier de l'ordre du Lion néerlandais